# Луїс Маунтбеттен
Лу́їс Ма́унтбеттен, повне ім'я — Лу́їс Фре́нсіс А́льберт Ві́ктор Ні́колас Ма́унтбеттен, 1-й граф Маунтбеттен Бірманський (англ. Louis Francis Albert Victor Nicholas Mountbatten, 1st Earl Mountbatten of Burma; 25 червня 1900, Фрогмор-хаус, Віндзор, Беркшир, Велика Британія — 27 серпня 1979, Слайго, Ірландія) — британський військовослужбовець, державний діяч, Адмірал флоту, Верховний головнокомандувач союзними військами Південно-Східного округу (у 1943), Віце-король Індії (у 1947), Генерал-губернатор Індії (1947—1948), Голова Військового комітету НАТО (1960—1961), Начальник штабу оборони Королівських збройних сил Великої Британії 1959—1965), Перший морський лорд (1955—1959); дядько Філіпа Единбурзького та троюрідний брат Єлизавети ІІ.

## Біографія

### Походження

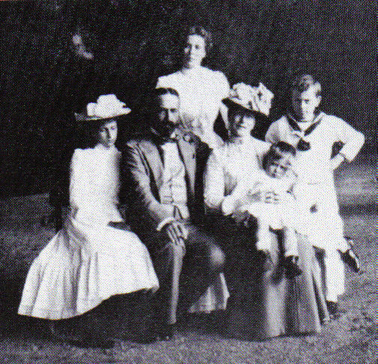
Сім'я Маунтбеттенів (Людвіг Баттенберг і Вікторія Гессен-Дармштадська з дітьми)

Луїс Маунтбеттен був четвертою (наймолодшою) дитиною в сім'ї принца Людвіга Александра Баттенберга і його дружини Вікторії Гессен-Дармштадтської, сестри російської імператриці Олександри Федорівни. При народженні отримав ім'я Його Світлість принц Людвіг (Луїс) Баттенберзький.
Його сімейство з обох боків має коріння Гессенського дому. Батько Луїса — нащадок гессенського принця Александра Баттенберга (від морганатичного шлюбу), а мати — онука королеви Вікторії. Рідна сестра Вікторії, Луїза Маунтбеттен, у 1950 році вийшла заміж за Густава VI і стала Королевою Швеції.
Луїс Маунтбеттен був рідним дядьком Філіпа Единбурзького, і троюрідним братом королеви Великої Британії Єлизавети ІІ.
З початком Першої світової війни батько Луїса залишився вірний Великій Британії, відмовившись від будь-яких зв'язків, титулів Німеччини і навіть змінив прізвище Баттенберг на Маунтбеттен (адаптований переклад прізвища на англійську мову).
В дитинстві Луїс побував в Російській імперії і близько познайомився зі своїми двоюрідними братами і сестрами — дітьми російського імператора Миколи II. Пізніше він активно виступав проти самозванців, які видавали себе за «чудом урятованих» Романових.
Як і батько, Луїс пішов служити на Королівський флот. Там він здружився з майбутнім королем Великої Британії Едуардом VIII, проте після його приходу до влади і після зречення, їхні дружні стосунки обірвалися.

### Кар'єра
5 січня 1919 року Луїс, паралельно проходячи військову службу на флоті, вступив до Коледжу Христа (Кембридж). Там він протягом двох років навчався на військового інженера. Після завершення навчання у березні 1920 року відправлений відбувати службу на лінійному крейсері HMS «Рінаун» у супроводі Едуарда VIII. 15 квітня 1920 року Луїса було підвищено до звання лейтенанта, і переведено спочатку на лінійний крейсер HMS «Ріпалс», а в січні 1923 року — на HMS «Рівендж».
У серпні 1924 року Луїс пішов навчатися у Королівський військово-морський коледжі (Гринвіч). У 1926 році відправлений відбувати службу на броненосці HMS «Центуріон» резервного флоту Королівських військово-морських сил. Служив під командуванням адмірала сера Роджера Кейса. 15 квітня 1928 року його підвищили до звання лейтенанта-командира.
У 1934 році Маунтбаттен призначений командувачем есмінця HMS «Даерінг». 30 червня 1937 року отримав звання капітана. А в червні 1939 року призначений командувачем есмінця HMS «Келлі».

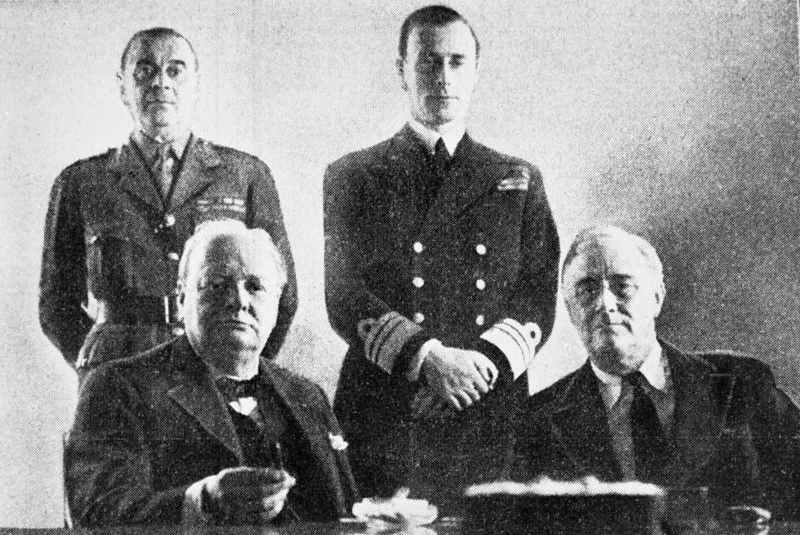
Франклін Рузвельт, Вінстон Черчилль, Гастінгс Ісмей і лорд Маунтбаттен на Касабланській конференції (1943)

### Друга світова війна
У Другій світовій війні Маунтбеттен командував 5-ю флотилією есмінців. Здійснив ряд важливих і сміливих операцій. Винайшов «маунтбеттенівський рожевий колір камуфляжу». До 1942 року користувався особистою підтримкою Вінстона Черчилля в усіх діях, але в ході операції «Битва за Дьєп», на якій сам наполягав, зробив помилку і втрати союзних військ склали 3623 піхотинців, 555 моряків та 119 літаків. Репутація була підірвана.
У жовтні 1943 року призначений Верховним головнокомандувачем союзних військ Південно-східного округу (Азія). При співпраці з американськими командувачами Бірма була звільнена від японців, а у вересні 1945 року особисто прийняв японську капітуляцію в Сінгапурі. Надалі репутація Луїса була відновлена.

### Незалежність Індії

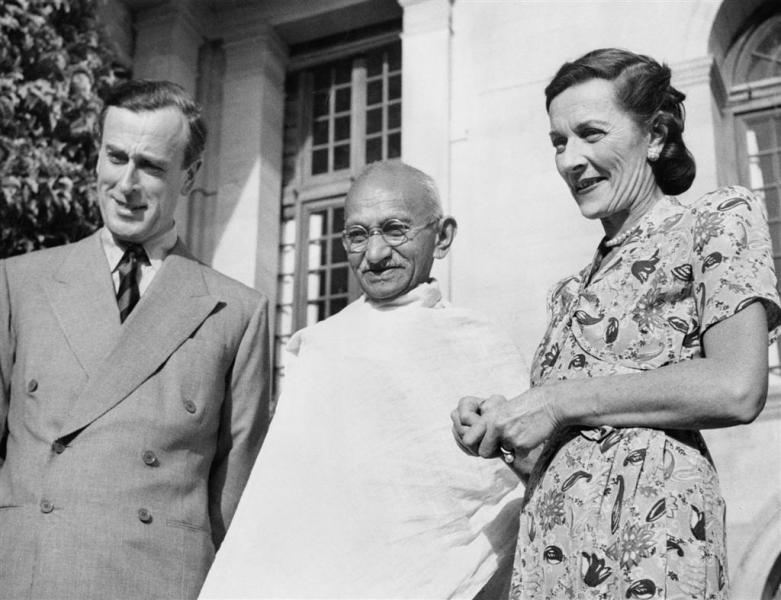
Лорд і леді Маунтбаттени з Махатмою Ганді (1947)

У 1947 році завдяки симпатіям прем'єр-міністра Клемента Еттлі Луїс Маунтбеттен став останнім Віце-королем Індії, а згодом й першим Генерал-губернатором Індії (1947—1948). За його керівництва Індія проголосила незалежність. Користуючись авторитетом серед індійських князів, а також підтримуючі добрі стосунки з першим прем'єр-міністром Індії Джавахарлалом Неру, намагався отримати згоди усіх лідерів на проголошення єдиної незалежної Індії. Але його спіткала невдача і, як наслідок, відбувся розділ Британської Індії за релігійною ознакою на держави Індія і Пакистан, а згодом від останньої відокремився і Бангладеш.

### Кар'єра після Індії
Після повернення на батьківщину Маунтбеттен з 1948 по 1950 роки командував ескадрою крейсерів Середземноморського флоту. З 1950 по 1952 рр. займав пост 4-го лорда адміралтейства, а потім призначений командувачем Середземноморським флотом (1952—1954).
У 1955 році став Першим морським лордом.
З 1959 по 1965 рік очолював Штаб оборони Великої Британії. У 1960 році став Головою Військового комітету НАТО.
У 1965 році пішов у відставку і призначений губернатором острова Уайт, яким був до 1974 року.
В останні роки багато займався встановленням міжнародних гуманітарних зв'язків, був засновником і першим президентом United World Colleges.
Був убитий 27 серпня 1979 року внаслідок терористичного акту, організованого Ірландською республіканською армією. Похований на кладовищі Romsey Abbey (Ромсі, Гемпшир).

## Ушанування пам'яті

### У кінематографі
Лорд Маунтбеттен був ушанований у серіалі «Корона». Роль Лорда Маунтбеттена зіграли актори Грег Вайз (Лорд Маунтбеттен в молодості) і Чарльз Денс (Лорд Маунтбеттен в похилому віці).

## Сім'я

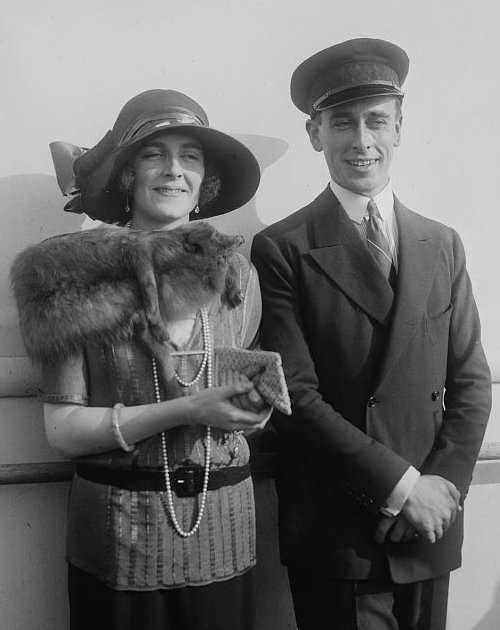
Луїс і Едвіна Маунтбеттени

18 липня 1922 року Луїс Маунтбеттен одружився з Едвіною Ешлі, онукою едвардіанского магната Ернеста Кассела. Під час медового місяця вони перебували у Голлівуді, де для них спеціально був знятий фільм за участю Чарлі Чапліна.
Від їхнього шлюбу народились дві доньки: Патриція і Памела. Відносини між подружжям були досить бурхливими, вони подовгу сварилися і зраджували один одному, особливо у 1930-ті роки. Леді Едвіна померла у 1960 році.

## Титули
Після натуралізації сім'ї в 1917 році батько Луїса став маркізом Мілфорд-Хейвеном (цей титул успадкував його старший брат Джордж і його нащадки), а Луїс, як молодший син пера, отримав титул лорда. У 1946 році Георг VI зробив його віконтом бірманським (за звільнення Бірми від японців), а в жовтні 1947 року — графом бірманським.

## Нагороди
| Стрічка | Назва                                        |
|         | Орден Підв'язки                              |
|         | Орден Лазні                                  |
|         | Орден Заслуг (Велика Британія)               |
|         | Орден Зірки Індії                            |
|         | Орден Індійської імперії                     |
|         | Королівський Вікторіанський орден            |
|         | Орден «За видатні заслуги» (Велика Британія) |
|         | Орден святого Джона                          |
|         | Британська воєнна медаль                     |
|         | Зірка «1939—1945»                            |
|         | Атлантична зірка                             |
|         | Зірка Африки                                 |
|         | Зірка Бірми                                  |
|         | Зірка Італії                                 |
|         | Медаль війни 1939-1945                       |
|         | Коронаційна медаль Короля Георга V           |
|         | Ювілейна срібна медаль Короля Георга V       |
|         | Коронаційна медаль Короля Георга VI          |
|         | Коронаційна медаль Королеви Єлизавети II     |
|         | Орден Ізабелли Католички                     |
|         | Орден Нілу                                   |
|         | Орден Корони Румунії                         |
|         | Орден Зірки Румунії                          |
|         | Легіон Заслуг (США)                          |
|         | Медаль «За видатні заслуги» армії США        |
|         | Орден Почесного легіону                      |
|         | Орден Зірки Непалу                           |
|         | Орден Нідерландського лева                   |
|         | Орден Авіса                                  |
|         | Орден Серафимів                              |
|         | Орден Данеброг                               |